# Ганнусівка (Івано-Франківський район)
Ганнусі́вка — село Івано-Франківського району Івано-Франківської області; засноване в 15 столітті. Входить до складу Єзупільської селищної громади.

## Назва
Про заснування і назву села в жителів збереглися різні перекази і легенди. За однією із легенд, загін орди, просуваючись від Галича вниз понад Дністром, розмістився в мальовничій долині поблизу розташування сучасного села. Молода, смілива, чарівної вроди дівчина Ганнуся врятувала селян-односельчан від нападу татар. Вона організувала групу сміливців, які разом з нею проникли у ворожий табір і вирізали ворогів. Сама Ганнуся при цьому героїчно загинула. Поселення, засноване поблизу місця смерті Ганнусі, врятовані жителі назвали іменем улюбленої героїні.

## Історія
У 1437 році в галицькому суді село згадують як Hannuszowcze. Власник села Чешибісів (нині Єзупіль) — хорунжий Краківської землі Павел з Вроцімовичів гербу Півкозич — продав маєток у селі Ганнусівці з присілками Попів Кут та Бортники у 1437 році шляхтичу Міхалові Бучацькому. Нинішня південна частина села до Другої світової війни була окремим селом Яструбець.
За даними облуправління МГБ у 1949 р. в Жовтневому районі підпілля ОУН найактивнішим було в селах Ганнусівка і Дубівці.
До 2019 р. роль місцевої адміністрації виконувала Ганнусівецька сільська рада.
30 липня 2019 року шляхом об'єднання Єзупільської селищної ради та Ганнусівської сільської ради Тисменицького району утворено Єзупільську селищну громаду.
17 липня 2020 року, в результаті адміністративно-територіальної реформи та ліквідації Тисменицького району, село увійшло до складу Івано-Франківського району.
25 жовтня 2020 року, в результаті місцевих виборів, до Єзупільської територіальної громади з центром в селищі міського типу Єзупіль Івано-Франківського району Івано-Франківської області увійшли п’ять населених пунктів: смт Єзупіль, с.Ганнусівка, с.Довге, с.Стриганці та с.Побережжя. Представництво місцевої адміністрації виконує староста Ганнусівецького старостинського округу Єзупільської селищної ради.

## Населення

### Мова
Розподіл населення за рідною мовою за даними перепису 2001 року:
| Мова            | Кількість | Відсоток |
| --------------- | --------- | -------- |
| українська      | 1257      | 99.52%   |
| румунська       | 3         | 0.24%    |
| російська       | 2         | 0.16%    |
| інші/не вказали | 1         | 0.08%    |
| Усього          | 1263      | 100%     |

## Відомі люди
- Регей Іван Іванович — доктор технічних наук, професор, завідувач кафедри поліграфічних і пакувальних машин та технології пакування Української академії друкарства.

#### Загинули (померли) внаслідок російсько-української війни
- Вовчук Володимир Васильович (9 вересня 1988—13 березня 2022, м. Харків) — уродженець села Ганнусівка. Старший солдат 10-та окремої гірсько-штурмової бригади "Едельвейс" Збройних Сил України. В 2014 році пішов добровольцем у війні на сході України. З початком російського вторгнення в Україну перебував на передовій. Загинув при обороні України від російських окупантів. Посмертно нагороджений орденом “За мужність” ІІІ ступеня.
- Авдєєв Олександр Іванович (12 серпня 1983—13 квітня 2022, поблизу м. Харкова) — уродженець села Ганнусівка. Сержант 226-го батальйону 127-ої Окремої бригади територіальної оборони Збройних Сил України. Загинув при обороні України від російських окупантів.Загинув під час артилерійського обстрілу після відведення довіреного йому особового складу в безпечне місце. Посмертно нагороджений орденом “За мужність” ІІІ ступеня.
- Рошнівський Володимир (15 квітня 1968 - 22 липня 2022, м. Апостолове, Криворізький район, Дніпропетровська область) - мешканець села Ганнусівка. Старший сержант, командир взводу матеріального забезпечення військової частини А4221. Загинув при обороні України від російських окупантів.
- Регей Василь (8 червня 1982 - 26 серпня 2022, район Білогородка, Бахмутський район, Донецька область) - уродженець села Ганнусівка. Військовослужбовець Збройних Сил України. Загинув внаслідок артилерійського обстрілу.
- Костюк Олександр (24 серпня 1971 - 29 жовтня 2022, с. Берестове, Бахмутський район, Донецька область) - мешканець села Ганнусівка. Гранатометник мотопіхотного батальйону 10-та окремої гірсько-штурмової бригади "Едельвейс" Збройних Сил України. Нагороджений відзнакою «За честь й звитягу».
- Войтович Михайло Богданович (29 січня 1979 - 12 вересня 2023, с. Невське, Сватівський район, Луганська область) - мешканець села Ганнусівка. Солдат 2-ї стрілецької роти військової частини А7091. Загинув при обороні України від російських окупантів.
- Ковальчук (Ходак) Михайло (18 червня 1983 - 15 жовтня 2023, с. Маківка, Кременчуцький район, Луганська область) - мешканець села Ганнусівка.                   Стрілець - помічник гранатометника десантно-штурмового взводу десантно-штурмової роти військової частини А1910. Загинув під час танкового обстрілу при обороні України від російських окупантів.

## Цікаві факти

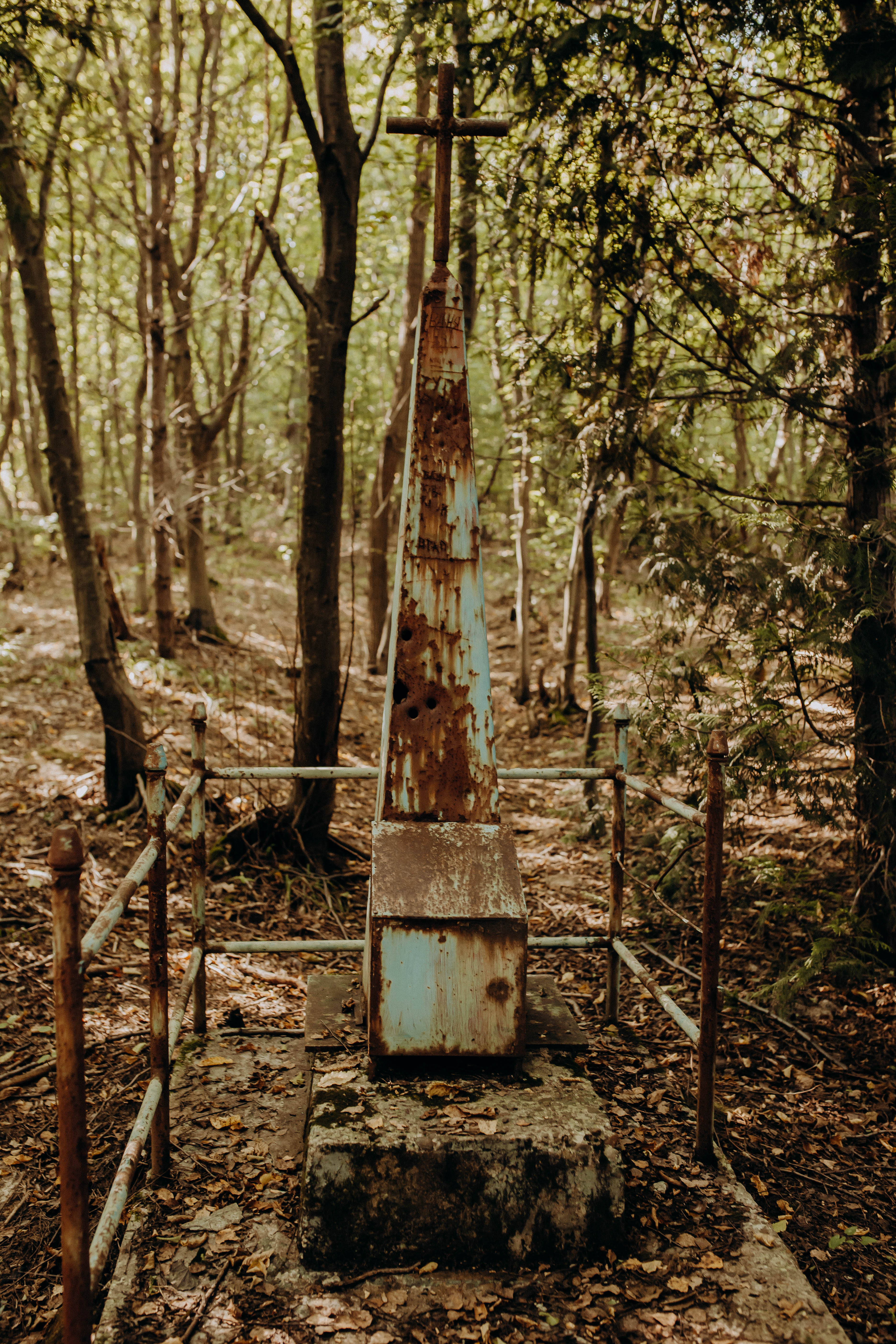
Пам'ятник загиблому радянському пілоту

- 23 червня 1941 року поруч з селом був збитий радянський винищувач (ймовірно І-153), поруч з місцем загибелі похований пілот цього літака[6].